# Hundvåko
Hundvåko (eller Hundvåkøy) är den tredje största ön i Austevolls kommun i Vestland fylke i västra Norge. Som de flesta andra öar vid den norska kusten kännetecknas ön med sina nakna klippor. Ön är ca 11 kvadratkilometer stor och det bor runt 550 människor på ön.
Folket på ön har alltid livnärt sig på havet och här finns den största koncentrationen av ringnotsnurper, vilket är en viss typ av fiskebåtar. Fiske är den viktigaste näringen här som resten av kommunen. Hundvåkøy kapell ligger här.
På ön lever vilda får som överlevt sedan vikingatiden. 